# Абдулов, Марсель Хабибович
Марсель Хабибович Абду́лов (8 мая 1930, дер. Куранча, Башкирская АССР — 23 ноября 2007, Уфа) — советский российский лесовод, государственный деятель. Лауреат Государственной премии РСФСР (1991), заслуженный лесовод РСФСР (1978). Министр лесного хозяйства Башкирской АССР в 1966—1991 гг., депутат Верховного Совета БАССР 9, 10 и 11 созывов.

## Образование
В 1953 году Марсель Хабибович окончил Башкирский сельскохозяйственный институт по специальности инженер-лесовод.

## Карьера
- 1953—1954 гг. — старший лесничий Нуримановского лесхоза;
- 1954—1961 гг. — директор Красноключевского лесхоза, начальник инспекции лесного хозяйства и охраны лесов Башкирской АССР;
- 1966—1991 гг. — министр лесного хозяйства БАССР;
- 1991—1996 гг. — директор Башкирского регионального центра Международного института леса.

## Награды
Награждён орденами Трудового Красного Знамени (1966, 1976), Дружбы народов (1981), «Знак Почёта» (1971). Лауреат Государственной премии РСФСР.

## Труды
Автор 56 печатных работ, включая 2 монографии.
Внёс вклад в развитие лесного хозяйства РБ: лесовосстановление, создание лесосеменной базы и защитных агролесомелиоративных насаждений (93 тыс. га), облесение эродированных земель.
Инициатор разработки и внедрения комплексного ведения лесного хозяйства по природным зонам, заготовки и переработки пищевых продуктов леса, создания промышленных плантаций лекарственных растений. По его инициативе были построены первый в России лимонарий и цех по переработке пищевых продуктов леса, действующие и сейчас.

## Память
В мае 2015 в Уфе на здании Центра защиты леса РБ, где ранее находилось Министерство лесного хозяйства Башкирской АССР, установлена мемориальная доска первому министру лесного хозяйства БАССР.